# Vestibule de la valve atrio-ventriculaire droite
Le vestibule de la valve atrio-ventriculaire droite est la partie de la partie lisse de l'atrium droit située à sa base et entourant la valve atrio-ventriculaire droite. 

## Structure
Le vestibule de la valve atrio-ventriculaire droite a la forme d'un entonnoir débouchant sur la valve atrio-ventriculaire droite. Sa paroi est lisse et forme la zone de transition entre le corps de l'atrium droit et le ventricule droit.
Sa paroi contient le triangle du nœud atrioventriculaire (triangle de Koch) et les foramens des petites veines cardiaques.

## Anatomie fonctionnelle
Le vestibule de la valve atrio-ventriculaire droite permet le guidage du flux sanguin vers le ventricule droit et permet la fermeture efficace de la valve atrio-ventriculaire droite durant la systole ventriculaire.